# Chalatenango (stad)
Chalatenango is een stad en gemeente in El Salvador. Het is de hoofdplaats van het gelijknamige departement en telt 31.000 inwoners.